# Benjamin Boothroyd
|  | Dieser Artikel wurde aufgrund von akuten inhaltlichen oder formalen Mängeln auf der Qualitätssicherungsseite des Portals Christentum eingetragen. Bitte hilf mit, die Mängel dieses Artikels zu beseitigen, und beteilige dich bitte an der Diskussion. |

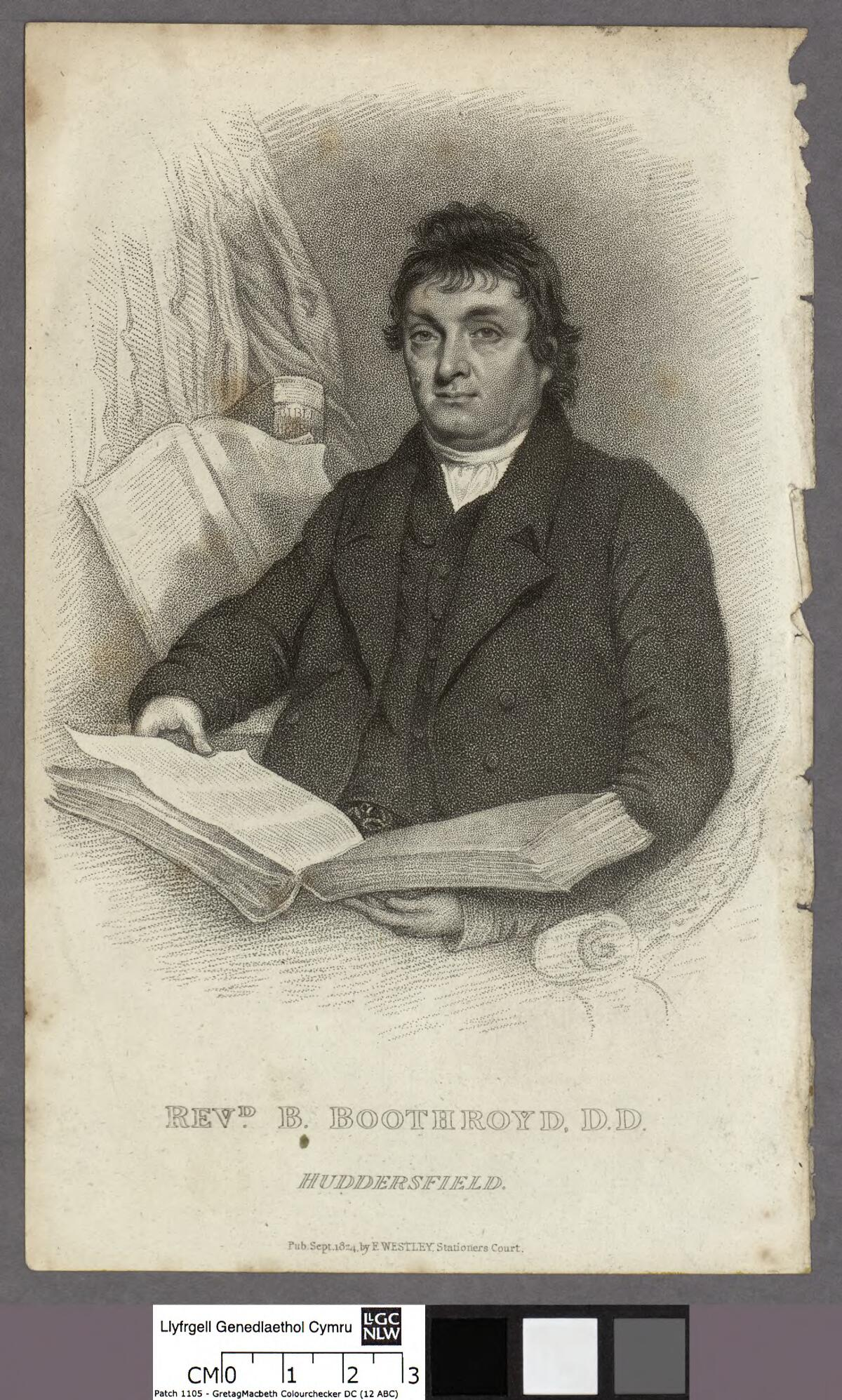
Portrait Benjamin Boothroyds aus der Welsh Portrait Collection der National Library of Wales

Benjamin Boothroyd (* 10. Oktober 1768 in Warley Town; † 8. September 1836 in Huddersfield) war ein unabhängiger, englischer Pastor und Gelehrter des Hebräischen. Er erlangte die Doktorgrade D.D. und L.L.D. (Doctor of Divinity & Doctor of Laws). Sie wurden ihm von der Universität in Glasgow verliehen.

## Leben
Boothroyd wurde am 10. Oktober 1768 als Sohn eines Schuhmachers in Warley Town in der Gemeinde Halifax, Yorkshire, geboren. Er besuchte die Dorfschule, die er im Alter von sechs Jahren verließ. Für eine Weile half er seinem Vater im Schuhmachergeschäft, aber im Alter von 14 Jahren lief er von zu Hause weg. In Lancashire fand er Arbeit bei einem Methodisten; später kehrte nach Warley zurück, um den Betrieb seines Vaters zu leiten.
Um 1785 widmete sich Boothroyd der Religion, nahm an Gebetszusammenkünften teil und hielt dort einzelne Reden. Er las die Werke von Philip Doddridge und war ein an der North Howram dissenting academy zugelassener Student. 1790 wurde er in Pontefract zum Pastor ernannt. Als  dort Geweihter schaffte er es, dass seine Kapelle voll besetzt war, und eine neue wurde gebaut. Er eröffnete außerdem einen Buchladen mit Druckerei.
1818 (als er den Grad des LL.D. erworben hatte) wurde Boothroyd Co-Pastor an der Highfield Chapel, Huddersfield, zusammen mit Rev. William Moorhouse. Am 10. Januar 1836 erkrankte er schwer und starb am 8. September. Er wurde in Huddersfield begraben.